# Athanasios Plevris

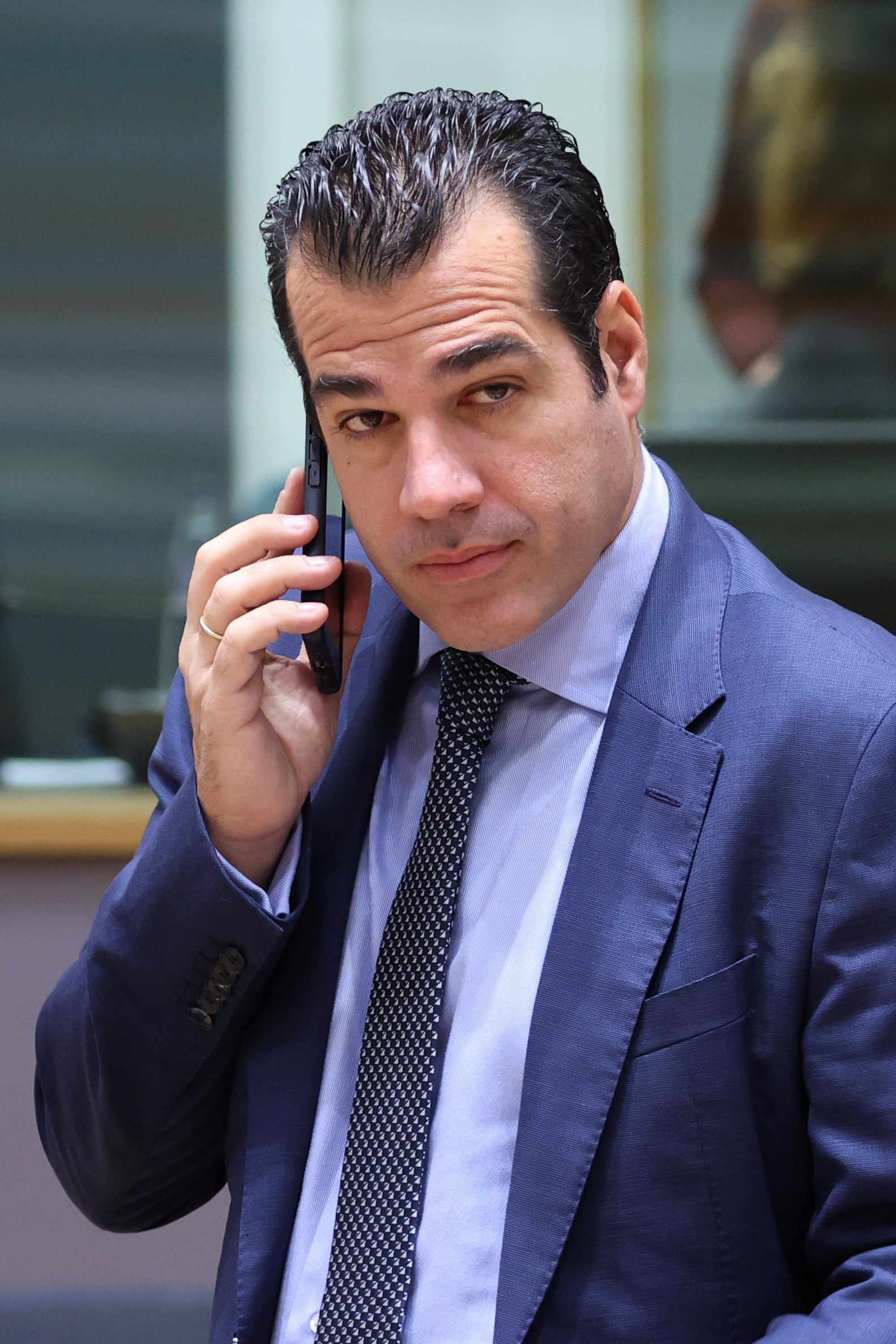
Athanasios Plevris (2022)

Athanasios Plevris oder Thanos Plevris (griechisch Αθανάσιος Πλεύρης; * 21. Mai 1977) ist ein griechischer Jurist und Politiker der liberal-konservativen Nea Dimokratia (zuvor Laikos Orthodoxos Synagermos). Er ist der amtierende Gesundheitsminister Griechenlands im Kabinett Kyriakos Mitsotakis. Beobachter beschreiben Plevris als eine rechtsradikale und islamophobe Stimme in der griechischen Politik.

## Leben
Plevris ist der Sohn des Holocaustleugners und antisemitischen Vertreters der extremen Rechten Kostas Plevris. Der Vater Konstantinos Plevris war Faschist und selbsterklärter Antisemit und Antidemokrat. Athanasios Plevris hat sich zwar öffentlich von den politischen Ansichten seines Vaters distanziert, ihn aber als Rechtsanwalt gegen den Vorwurf der Volksverhetzung verteidigt und nach dessen Freispruch die „in Griechenland geltende Meinungsfreiheit“ gepriesen. Thanos Plevris studierte Strafrecht an der Universität von Athen, an der er im Strafrecht promoviert wurde. Er schloss ein Aufbaustudium in Medizinrecht an der Universität Heidelberg an. Während seines Aufenthalts dort war er 2002 Vorsitzender des Verbands der griechischen und zypriotischen Studenten.
In der Griechischen Marine diente er in der 32. Brigade.
Plevris wurde bei der Parlamentswahl 2007 für die Partei LAOS  gewählt. Bei der Europawahl 2009 wurde er als einer von zwei LAOS-Abgeordneten in das Europäische Parlament gewählt: Diesem gehörte er als Mitglied der europakritischen Fraktion Europa der Freiheit und Demokratie (EFD) jedoch nur einige Monate an: Bei den vorgezogenen Wahlen am 4. Oktober 2009 wurde er wieder in das nationale griechische Parlament gewählt.
Als Abgeordneter im griechischen Parlament setzte sich Plevris für ein Gesetzesprojekt ein, das den Auslandsgriechen das Wahlrecht zusprechen würde.
In einer Anfrage an den Justizminister hat er seine Empörung gegen die unverblümte Erwähnung des Namens Mazedonien auf den Karten der Partei Ouranio Toxo (Regenbogen, Partei der slawo-mazedonischen Minderheit) und Helsinki Watch ausgedrückt. Seine Frage, ob diese Organisationen sich nicht strafbar gemacht hätten, wurde von den Medien in Mazedonien empört als Forderung der Todesstrafe für die Mitglieder der Partei Regenbogen fehlinterpretiert. Die These der Existenz einer als mazedonisch zu bezeichnenden Sprache wird von Plevris als völlig inakzeptabel betrachtet. Er selbst nennt die in Mazedonien gesprochene Sprache „slawisch“ und stellt die Frage, warum der Staat „Organisationen finanziert, die der pro-skopianischen Propaganda dienen“.
Im Mai 2012 wechselte Plevris zur Nea Dimokratia, um den pro-europäischen Kurs Griechenlands zu unterstützen und weil die LAOS an der 3-Prozent-Hürde gescheitert war. Nach der Berufung von Dimitris Avramopoulos zum EU-Kommissar rückte Plevris im November 2014 als Abgeordneter für die Nea Dimokratia im griechischen Parlament nach. Bei den Wahlen 2015 erreichte er kein Mandat, zog aber erneut bei den Parlamentswahlen in Griechenland 2019 ein. Nach einer Kabinettsumbildung 2021 machte ihn Kyriakos Mitsotakis zum Gesundheitsminister. Der Israelitische Zentralrat Griechenlands (KIS) sagte, er sei besorgt, wegen der Berufung von Plevris.
Im Juni 2025 trat Plevris das Amt des Ministers für Einwanderung und Asyl im 2. Kabinett von Kyriakos Mitsotakis an, nachdem sein Vorgänger Makis Voridis zurückgetreten war.